# Un troublant retour
 (décembre 2023).
Si vous disposez d'ouvrages ou d'articles de référence ou si vous connaissez des sites web de qualité traitant du thème abordé ici, merci de compléter l'article en donnant les références utiles à sa vérifiabilité et en les liant à la section « Notes et références ».
Un troublant retour (The Traveller Returns) est un roman policier de la romancière britannique Patricia Wentworth publié en 1945. Il est paru en France aux éditions 10/18 le 20 juin 2002 dans la collection Grands détectives.
Il a été traduit de l'anglais par Bernard Cucchi.

## Résumé
Lady Anne Jocelyn, morte en France, a été enterrée en Angleterre en juin 1940. Pourtant une femme, son sosie parfait, et portant en outre le même prénom, apparaît dans le domaine familial et parvient à convaincre tout le monde de son identité, à l'exception de la très perspicace Miss Silver...